# Vito Petrella
Vito Petrella (* 12. April 1965 in Gloucester, Vereinigtes Königreich) ist ein ehemaliger italienischer Leichtathlet, der sich auf den 400-Meter-Lauf spezialisiert hat. Mit der italienischen 4-mal-400-Meter-Staffel gewann er 1991 die Bronzemedaille bei den Hallenweltmeisterschaften in Sevilla und siegte 1987 bei den Mittelmeerspielen in Latakia.

## Sportliche Laufbahn
Erste internationale Erfahrungen sammelte Vito Petrella vermutlich im Jahr 1983, als er bei den Junioreneuropameisterschaften in Schwechat mit der italienischen 4-mal-400-Meter-Staffel in 3:06,65 min den fünften Platz belegte. 1986 belegte er bei den Europameisterschaften in Stuttgart in 3:01,37 min den vierten Platz und im Jahr darauf schied er bei den Halleneuropameisterschaften in Liévin mit 47,65 s im Halbfinale über 400 Meter aus. Im August schied er bei den Weltmeisterschaften in Rom mit der Staffel mit 3:03,91 min im Halbfinale aus. Anschließend siegte er mit der Staffel in 3:05,29 min bei den Mittelmeerspielen in Latakia. 1988 belegte er bei den Halleneuropameisterschaften in Budapest in 447,73 s den fünften Platz über 400 Meter und im Jahr darauf wurde er bei den Halleneuropameisterschaften in Den Haag in 47,83 s Sechster. 1990 belegte er bei den Europameisterschaften in Split in 3:01,78 min den vierten Platz im Staffelbewerb und im Jahr darauf gewann er bei den Hallenweltmeisterschaften in Sevilla in 3:05,51 min gemeinsam mit Marco Vaccari, Alessandro Aimar und Andrea Nuti die Bronzemedaille hinter den Teams aus Deutschland und den Vereinigten Staaten. Im selben Jahr gewann er bei der Sommer-Universiade in Sheffield in 3:07,54 min die Bronzemedaille hinter den Teams aus den Vereinigten Staaten und Jamaika. 1993 wurde er mit der Staffel bei den Hallenweltmeisterschaften in Toronto disqualifiziert und im Juni gewann er bei den Mittelmeerspielen in Narbonne in 3:05,11 min die Bronzemedaille hinter den Teams aus Frankreich und Marokko. Im selben Jahr beendete er seine aktive sportliche Karriere im Alter von 28 Jahren.
1987 wurde Petrella italienischer Hallenmeister im 400-Meter-Lauf.

## Persönliche Bestleistungen
- 400 Meter: 46,15 s, 11. August 1988 in Sestriere
  - 400 Meter (Halle): 46,37 s, 10. Februar 1988 in Turin